# دیگو سیمئونه
دیه‌گو پابلو سیمئونه گونزالز (به اسپانیایی: Diego Pablo Simeone González) (زادهٔ ۲۸ آوریل ۱۹۷۰) که با نام ال چولو(به اسپانیایی: El Cholo) نیز شناخته می‌شود، بازیکن پیشین و مربی کنونی فوتبال اهل آرژانتین است. او از دسامبر ۲۰۱۱ تا کنون، هدایت اتلتیکو مادرید را بر عهده داشته‌است. سیمئونه اغلب به عنوان یک شخصیت اسطوره‌ای در تاریخ اتلتیکو مادرید در نظر گرفته می‌شود که این موضوع ناشی از دستاوردها و موفقیت‌های او به عنوان بازیکن و مربی با این تیم است.
سیمئونه دوران حرفه‌ای بازی خود را در سال ۱۹۸۷ آغاز کرد؛ او در این دوران در تیم‌هایی از کشورهای آرژانتین، ایتالیا و اسپانیا شامل ولز سارسفیلد، پیزا، سویا، اتلتیکو مادرید، اینتر میلان، لاتزیو و راسینگ کلاب به میدان رفت. او در سال ۱۹۹۶ موفق شد به همراه تیم اتلتیکو مادرید، دو گانهٔ داخلی را کسب کند؛ همچنین در سال ۱۹۹۸ موفق شد همراه با اینتر میلان، عنوان قهرمانی جام یوفا را به دست آورد؛ سیمئونه همچنین موفق شد به همراه لاتزیو، دو گانهٔ داخلی را در سال ۲۰۰۰ به همراه قهرمانی در سوپر جام اروپا ۱۹۹۹ و سوپر جام فوتبال ایتالیا در سال ۲۰۰۰ را به دست آورد. سیمئونه بیش از ۱۰۰ بار پیراهن تیم ملی فوتبال آرژانتین را به تن کرد و عضوی از این تیم در جام جهانی ۱۹۹۴، ۱۹۹۸ و ۲۰۰۲ بود؛ او در ۴ دورهٔ کوپا آمریکا حاضر بود و موفق شد ۲ عنوان قهرمانی این رقابت‌ها را در سال ۱۹۹۱ و ۱۹۹۳ همراه با آرژانتین کسب کند؛ او همچنین عنوان قهرمانی جام کنفدراسیون‌ها در سال ۱۹۹۲ و مدال نقرهٔ بازی‌های المپیک ۱۹۹۶ آتلانتا را همراه با تیم آرژانتین در کارنامه دارد.
به عنوان مربی، سیمئونه سابقهٔ هدایت تیم‌های آرژانتینی راسینگ کلاب، استودیانتس، ریور پلاته و سن لورنزو و تیم ایتالیایی کاتانیا را پیش از پیوستن به اتلتیکو مادرید در سال ۲۰۱۱ در کارنامه دارد؛ او موفق شد عنوان قهرمانی لیگ برتر فوتبال آرژانتین را همراه با دو تیم استودیانتس و ریور پلاته به دست آورد اما بزرگ‌ترین موفقیت کارنامهٔ مربیگری او با اتلتیکو مادرید به دست آمده است؛ جایی که او موفق به دو قهرمانی در لا لیگا، یک قهرمانی در کوپا دل ری، یک قهرمانی سوپر جام اسپانیا، دو قهرمانی لیگ اروپا، دو قهرمانی سوپرجام اروپا و دو نایب قهرمانی لیگ قهرمانان اروپا شده است. 
دیگو سیمئونه یکی از استثنایی‌ترین شخصیت‌های دنیای مربیگری در فوتبال طی دهه اخیر بوده است. وی با استفاده از دفاع متراکم و دفاع و ضدحمله و غالبا با سیستم ۴-۴-۲ موفق شد دو بار با اتلتیکو مادرید به فینال لیگ قهرمان اروپا برسد و هر دو بار هم گرچه در نهایت شکست خورد اما در ۹۰ دقیقه بازنده نشد (سال ۲۰۱۴ در ۱۲۰ دقیقه و سال ۲۰۱۶ در ضربات پنالتی فینال را واگذار کرد).
از الچولو به عنوان یکی از بهترین تئوریسین‌های فوتبال دفاعی در فوتبال یاد می‌شود که گرچه به عقیده‌ی بعضی زیبا و دلچسب نیست، اما نتایج درخشان او با اتلتیکو مادرید چیز دیگری را نشان می‌دهد.
او در این باره می‌گوید:«من خوب بازی کردن را به زیبا بازی کردن ترجیح می‌دهم.»

## افتخارات

### بازیکن
اتلتیکو مادرید
- لالیگا (۱): ۹۶–۱۹۹۵
- کوپا دل ری (۱): ۹۶–۱۹۹۵

اینتر میلان
- جام یوفا (۱): ۹۸–۱۹۹۷

لاتزیو
- سری آ (۱): ۱۹۹۹–۲۰۰۰
- جام حذفی فوتبال ایتالیا (۱): ۱۹۹۹–۲۰۰۰
- سوپر جام فوتبال ایتالیا (۱): ۲۰۰۰
- سوپرجام اروپا (۱): ۱۹۹۹

آرژانتین
- کوپا آمریکا (۲): ۱۹۹۱، ۱۹۹۳
- جام کنفدراسیون‌ها (۱): ۱۹۹۲
- مدال نقره المپیک (۱): ۱۹۹۶

### سرمربی
استودیانتس
- لیگ برتر فوتبال آرژانتین (۱): ۲۰۰۶

ریور پلاته
- لیگ برتر فوتبال آرژانتین (۱): ۲۰۰۸

اتلتیکو مادرید
- لالیگا (۲): ۱۴–۲۰۱۳ ، ۲۱–۲۰۲۰
- کوپا دل ری (۱): ۱۳–۲۰۱۲
- سوپر جام فوتبال اسپانیا (۱): ۲۰۱۴
- لیگ قهرمانان اروپا (۲): ۱۴–۲۰۱۳ ، ۱۶–۲۰۱۵ نایب قهرمان
- لیگ اروپا (۲): ۱۲–۲۰۱۱ ، ۱۸–۲۰۱۷
- سوپرجام اروپا (۲): ۲۰۱۲ ، ۲۰۱۸

### شخصی
- مربی فصل اروپا: ۱۲–۲۰۱۱
- مربی ماه لا لیگا (۳): اکتبر ۲۰۱۳، نوامبر ۲۰۱۵، مارس ۲۰۱۷
- مربی فصل لا لیگا (۳): ۱۳–۲۰۱۲، ۱۴–۲۰۱۳، ۱۶–۲۰۱۵
- جایزه میگل مونیوز: ۱۴–۲۰۱۳، ۱۶–۲۰۱۵
- بهترین مربی باشگاهی جهان به انتخاب فدراسیون بین‌المللی تاریخ و آمار فوتبال: ۲۰۱۶
- جایزه ویژه مربیان گلوب ساکر: ۲۰۱۷